# Diderica Cornelia de Groot
Diderica Cornelia (Cor) Molijn-de Groot (Dordrecht, 25 juli 1854 – Nunspeet, 13 september 1925) was een Nederlandse onderneemster en feministe.

## Leven en werk
De Groot werd in 1854 in Dordrecht geboren als dochter van de wijnkoper Pieter Cornelis de Groot en Hendrina Johanna van Herwaarden. Zij trouwde in 1884 met de weduwnaar van haar zus, de Rotterdamse ondernemer François Adriaan Molijn. In 1894 vestigde het echtpaar zich in Nunspeet waar zij een nieuw bedrijf stichtten,  de 'Veluwe', een verfbedrijf. Het bedrijf stond ook bekend onder de naam 'Veluvine Verffabriek'. Het sociaal bewogen echtpaar zorgde voor goede arbeidsvoorwaarden voor zowel mannen als vrouwen binnen hun bedrijf. Landelijk was Molijn-de Groot betrokken bij de organisatie van de Nationale Tentoonstelling van Vrouwenarbeid in 1898. Zij was tevens van 1901 tot 1905 lid van het hoofdbestuur van de Vereniging voor Vrouwenkiesrecht. Binnen deze vereniging behartigde zij de belangen van de bibliotheek.
Na het overlijden van haar man in 1912 zette zij - als bestuurder - het bedrijf voort. In 1913 richtte zij de stichting "Molijn–de Groot" op, met als doel de ontwikkeling van de Nunspeetse bevolking te bevorderen. In 1921 richtte zij in het verlengde hiervan in Nunspeet het dorpshuis "Molijn-De Groot" op. Zij overleed in 1925 op 71-jarige leeftijd in haar woonplaats Nunspeet. De beeldend kunstenaar Kees Spapens (*1933) vervaardigde haar borstbeeld voor het Nunspeetse dorpshuis.